# Leonid Obolenski (dyplomata)

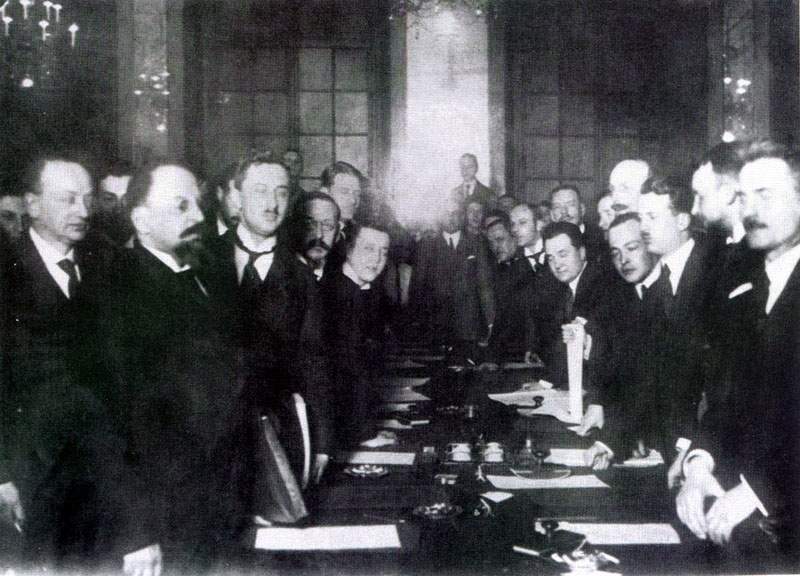
Podpisanie traktatu ryskiego. Leonid Obolenski stoi pierwszy od lewej

Leonid Leonidowicz Obolenski (ros. Леонид Леонидович Оболенский; ur. 12 stycznia?/24 stycznia 1873 w Orle, zm. 20 września 1930 w Leningradzie) – prawnik, radziecki działacz partyjny i państwowy, dyplomata, muzykolog.

## Życiorys
Urodził się w rodzinie Leonida Jegorowicza Obolenskiego, znanego w końcu XIX w. - początku XX w. rosyjskiego filozofa, socjologa, dziennikarza, pisarza, wydawcy i redaktora. Ukończył prawo na uniwersytecie w Petersburgu, studiował kompozycję u Rimskiego-Korsakowa. Podjął pracę w służbie publicznej - był inspektorem podatkowym w Arzamas, następnie w Niżnym Nowogrodzie (1898-). Był członkiem zarządu oddziału w Niżnym Nowogrodzie Chłopskiego Banku Ziemnego (Крестьянский поземельный банк) (1906-), miał rangę urzędniczą - radcy kolegialnego (1913). Od 1915 członek SDPRR, mienszewik, zamieszkały w Permie (1914-), gdzie był pod nadzorem policji. Po przewrocie bolszewickim (rewolucji październikowej) przyłączył się do bolszewików (1918), m.in. pracując w komitecie gubernialnym w Permie, a wkrótce zostając powołany na front wschodni w 3 Armii Czerwonej w charakterze skarbnika. Od 1919 był członkiem zarządu w Komisariacie Finansów RFSRR, jednocześnie kierując działem podatków i ceł, oraz członkiem tzw. „małego Sownarkomu” RFSRR. W 1920 został przeniesiony do Ludowego Komisariatu Spraw Zagranicznych RFSRR, gdzie m.in. uczestniczył 12 lipca tegoż roku w podpisaniu traktatu pokojowego z Litwą, brał udział ze strony RFSRR w negocjowaniu traktatu ryskiego w 1921, kończącego wojnę polsko-bolszewicką. Chargé d’affaires Rosyjskiej Federacyjnej Socjalistycznej Republiki Radzieckiej i ZSRR w Polsce w latach 1922–1923, poseł nadzwyczajny i minister pełnomocny ZSRR w II Rzeczypospolitej w latach 1923–1924. Był też prezesem delegacji sowieckiej w Mieszanej Komisji Rozrachunkowej (1921–1924) w Warszawie. Od 1929 naczelnik zarządu sztuk pięknych [Главискусствo) Ludowego Komisariatu Edukacji RFSRR; w 1930 dyrektor muzeum Ermitaż w Leningradzie.